# Ashley (Illinois)
Ashley és una població dels Estats Units a l'estat d'Illinois. Segons el cens del 2000 tenia 613 habitants, 245 habitatges, i 160 famílies. La densitat de població era de 213,2 habitants/km².